# Avenida dos Baobás

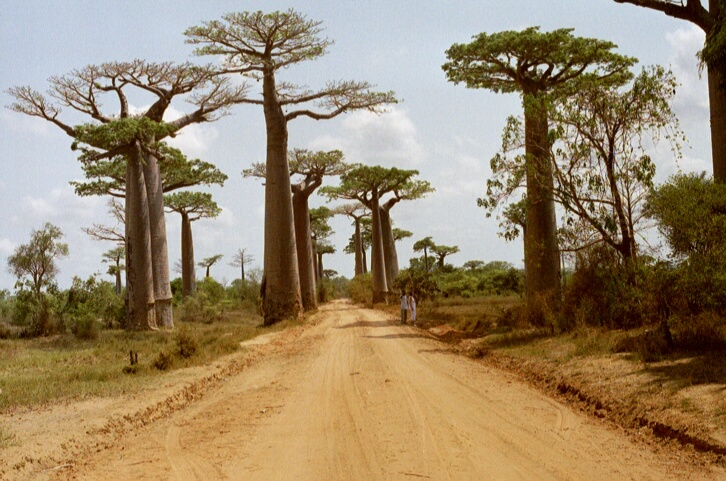

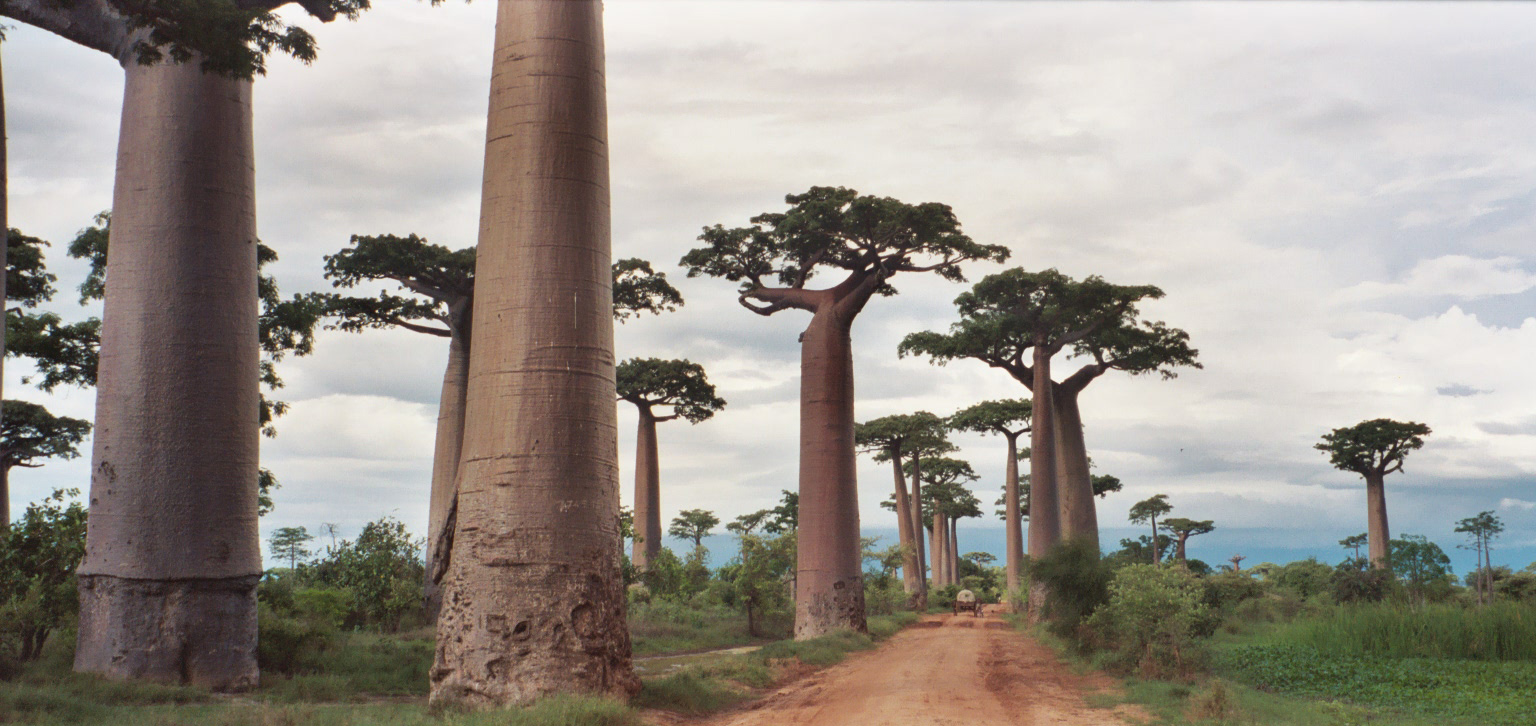

A avenida ou alameda dos baobás é um proeminente grupo de árvores baobá alinhadas em uma estrada de terra entre Morondava e Belon'i Tsiribihina, na região Menabe, parte ocidental de Madagascar. Ao longo da avenida estão cerca de uma dúzia de baobás de até 800 anos, com aproximadamente 30 metros de altura, da espécie Adansonia grandidieri, endêmica de Madagascar.
A paisagem atrai viajantes de todo o mundo, tornando-se um dos locais mais visitados da região. Tem sido um centro dos esforços de conservação local, e recebeu status de proteção temporária em julho de 2007 pelo Ministério do Ambiente, Águas e Florestas, primeiro passo para torná-la o primeiro monumento nacional de Madagascar.
Conhecidos localmente como renala (do malgaxe "mãe da floresta"), os baobás são um legado das densas florestas tropicais que já prosperaram em Madagascar. Ao longo dos anos, com o crescimento da população do país, as florestas foram desmatadas para a agricultura, deixando apenas os baobás, preservados pela população local pelo valor como fonte de alimento e material de construção. Como a área não é um parque nacional, as árvores estão ameaçadas por mais desmatamento, incêndios florestais e efluentes de plantações de arroz e cana de açúcar.
Apesar da popularidade como destino turístico, a área não tem centro de visitantes ou taxas de entrada, e moradores locais recebem pouca renda do turismo. A Conservation International, em parceria com Fanamby, uma ONG de Madagascar, lançou um projeto de ecoturismo que visa a conservação da área e a melhoria econômica da comunidade local.